# Sainte-Sévère-sur-Indre
Sainte-Sévère-sur-Indre è un comune francese di 874 abitanti situato nel dipartimento dell'Indre nella regione del Centro-Valle della Loira.
Il paese è stato la scena del film del 1949 Giorno di festa (Jour de fête), diretto da Jacques Tati, che racconta delle avventure di un postino di campagna nel consegnare la posta ai concittadini. Molti degli stessi abitanti del paese parteciparono al film con ruoli diversi.
Il territorio comunale è bagnato dal fiume Indre.

## Società

### Evoluzione demografica
Abitanti censiti